# John Pugh
John Pugh est un artiste américain né en 1957 à Lake Forest (Illinois), connu pour la création de vastes trompe-l'œil muraux donnant l'illusion de scènes tridimensionnelles derrière le mur, dans un style décrit comme « illusionnisme narratif ».  

## Parcours
Pugh a commencé à créer des peintures murales dès la fin des années 1970, alors qu'il étudiait à l'université d'État de Californie à Chico, où il a obtenu son Bachelor of Arts en 1983 et la Distinguished Alumni Award en 2003. Il a reçu plus de 250 commandes publiques et privées aux  États-Unis, au Canada,  au Mexique, à la Barbade, au Japon, à Taïwan, et en Nouvelle-Zélande. Il vit et travaille actuellement à Truckee (en Californie).

## Intentions artistiques

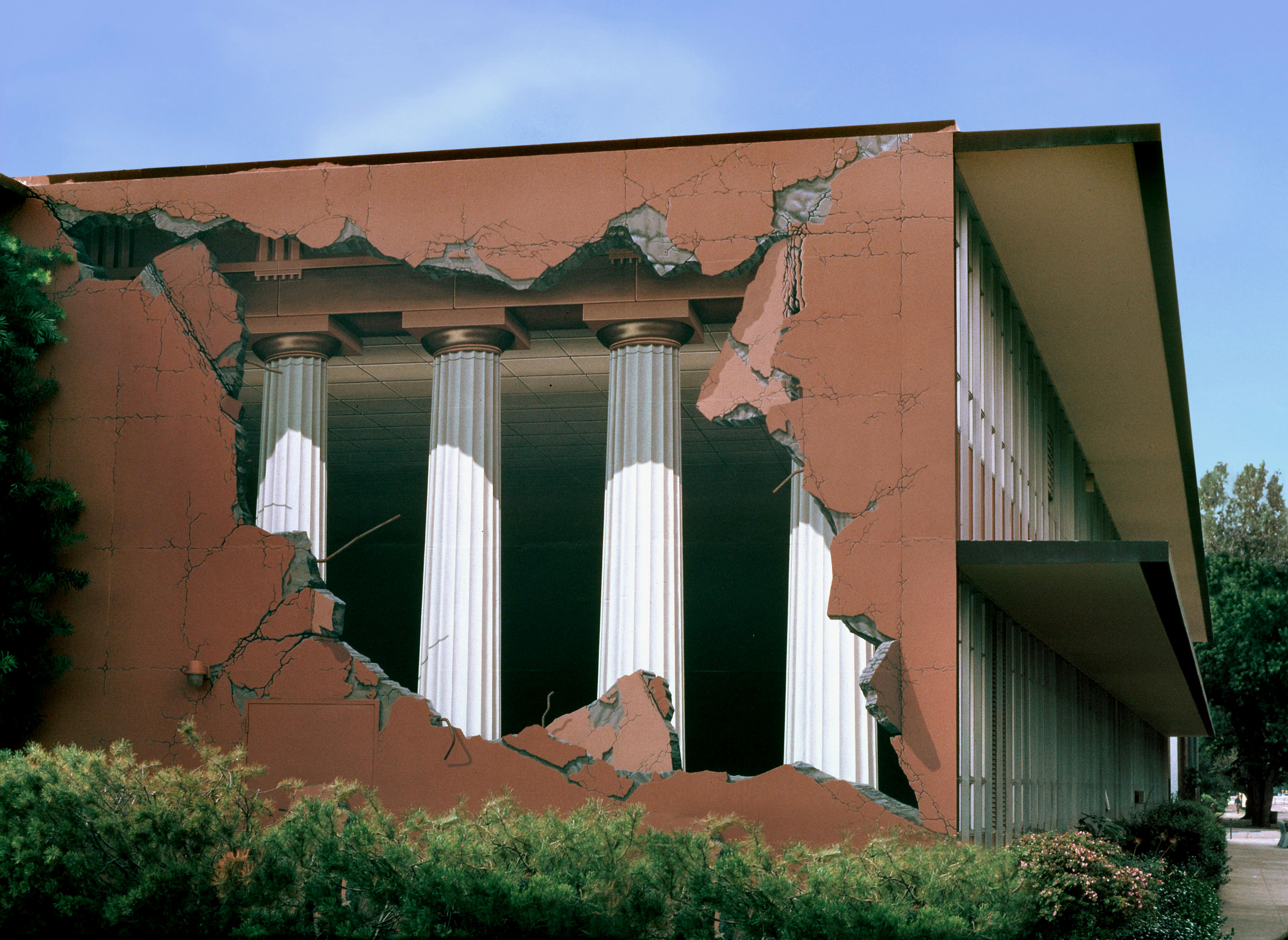
Trompe-l'œil mural à l'université d'État de Californie à Chico intitulé Academe, représentant des colonnes doriques derrière des murs s'effritant.

Son travail a été décrit comme « pas seulement ornemental ou malin, mais provocateur et parfois même philosophique ou empli de spiritualité. Ce qui  le sépare de ses cousins est qu'il va au delà du trompe-l'œil  en combinant les techniques de l'illusion avec des éléments narratifs ou conceptuels, et ainsi, non seulement trompe la vision, mais provoque l'imagination et l'esprit. ».
John Pugh lui-même déclare s'intéresser surtout à l'art public, ayant découvert que le langage des illusions de grande taille lui permet de s'adresser à un large public, qui, une fois attiré par l'aspect visuel du trompe-l'œil, va explorer l'œuvre et découvrir ses idées plus profondes ;  il dit avoir aussi compris qu'en créant des illusions architecturales s'intégrant optiquement et esthétiquement  avec l'environnement, son travail transcende l'effet de séparation que l'art public produit parfois.

## Galerie
Quelques-unes des œuvres de John Pugh,.

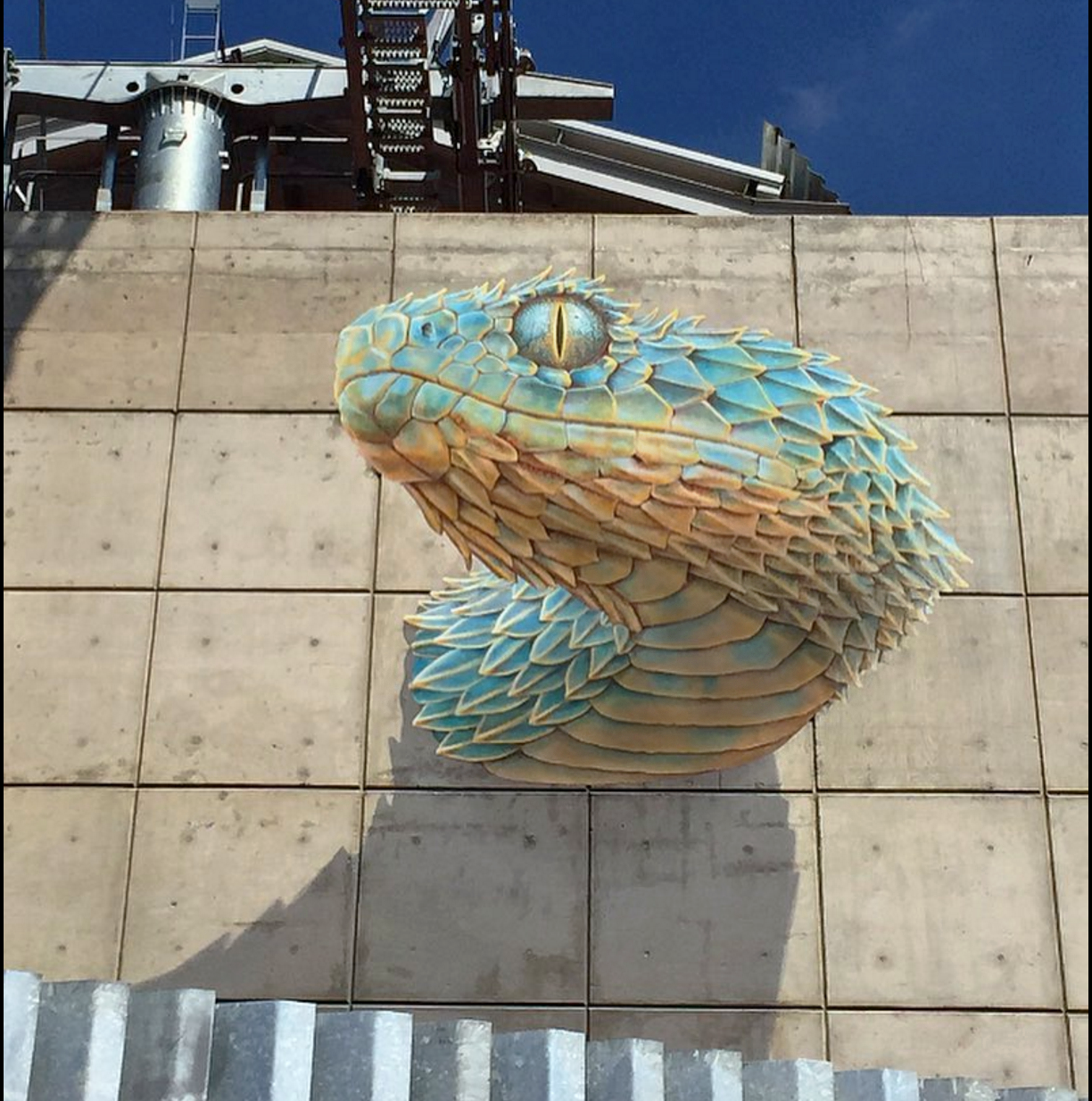
Quetzalcoatl, Ecatepec de Morelos, Méx., Mexico, 2016.
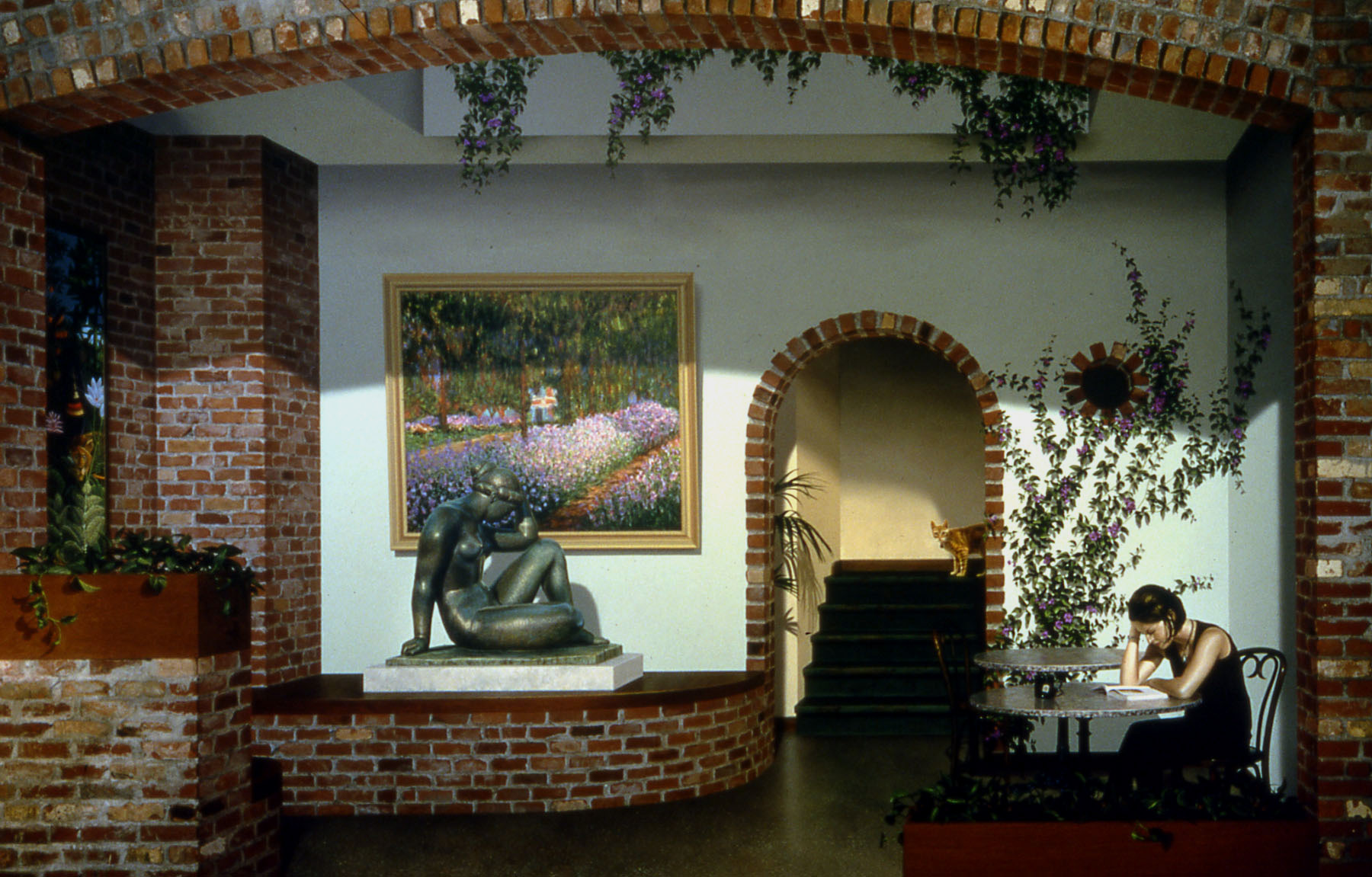
Art Imitating Life (l'Art imitant la Vie), Lindsay (Californie), 1996
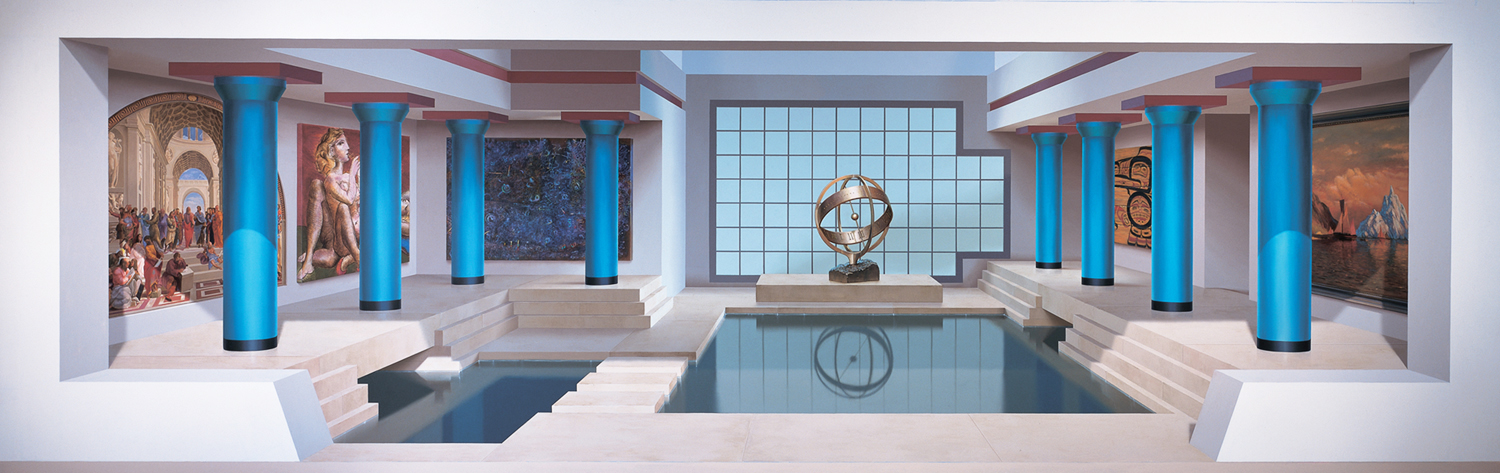
Pool of Thought (bassin de pensées), université d'Alaska, Fairbanks,  1999
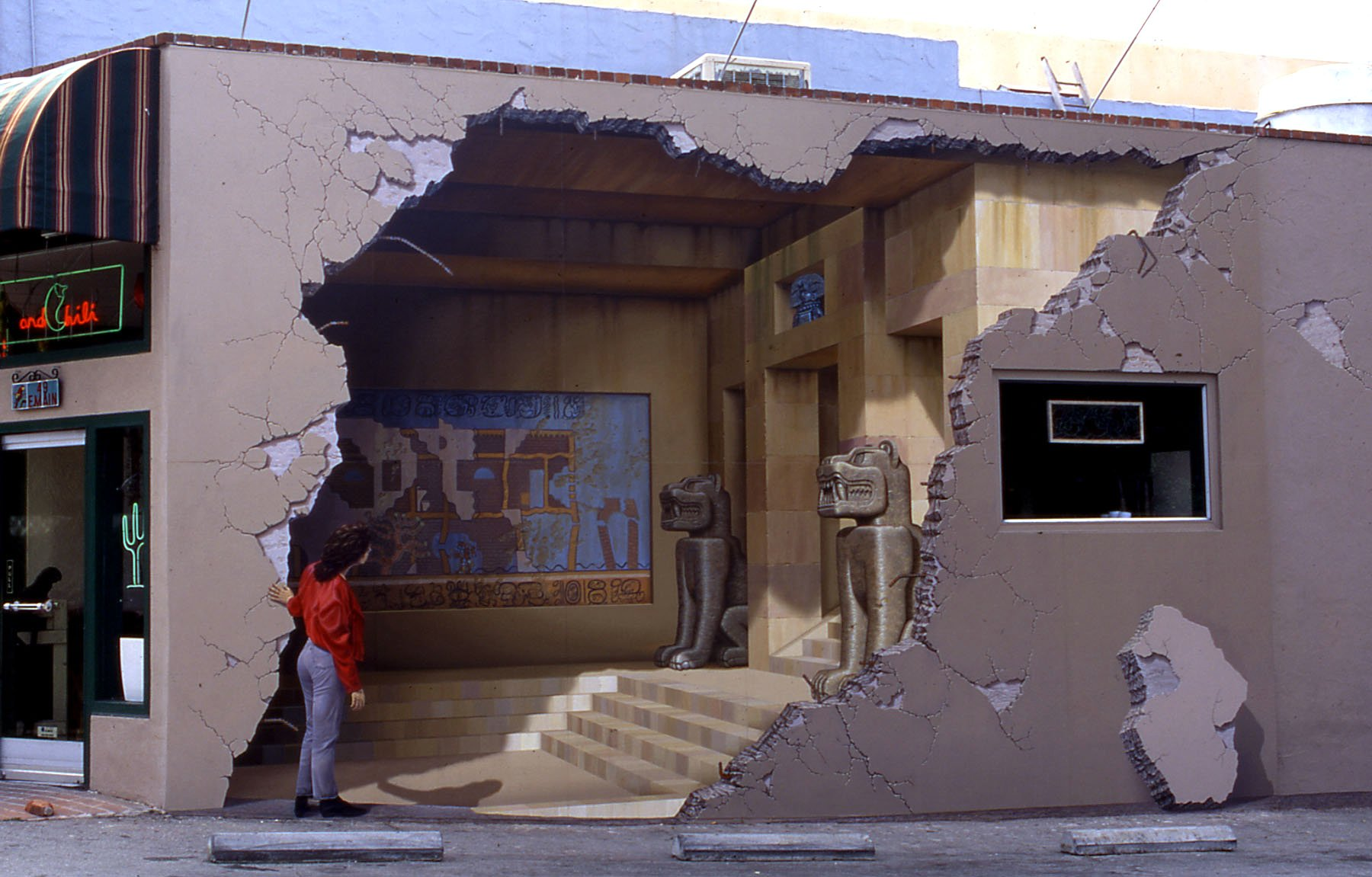
Siete Punto Uno (Sept premiers points), Los Gatos, Californie, 1989
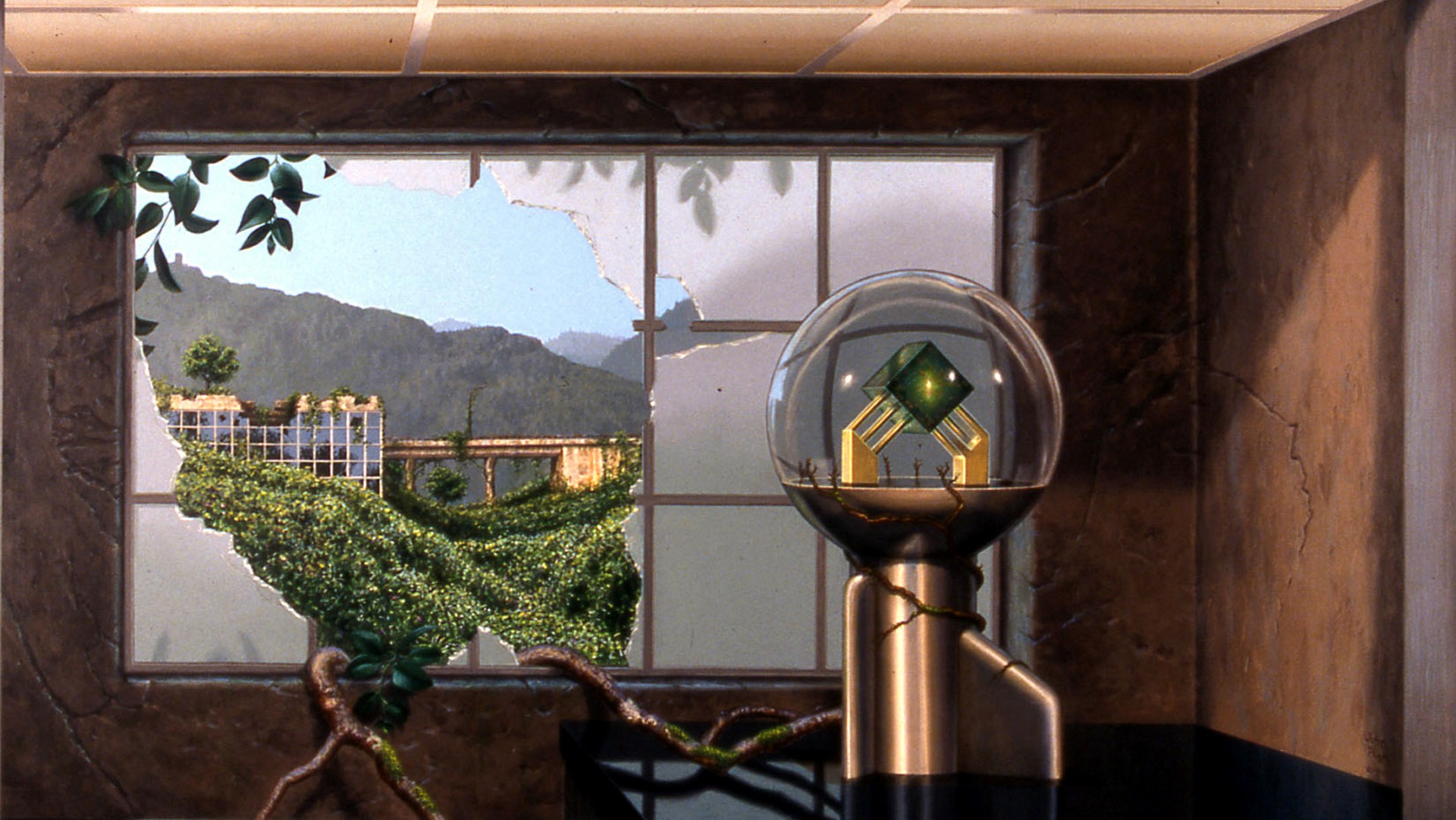
Technology of the Future Past (Technologie du futur antérieur), Los Gatos, Californie, 1996
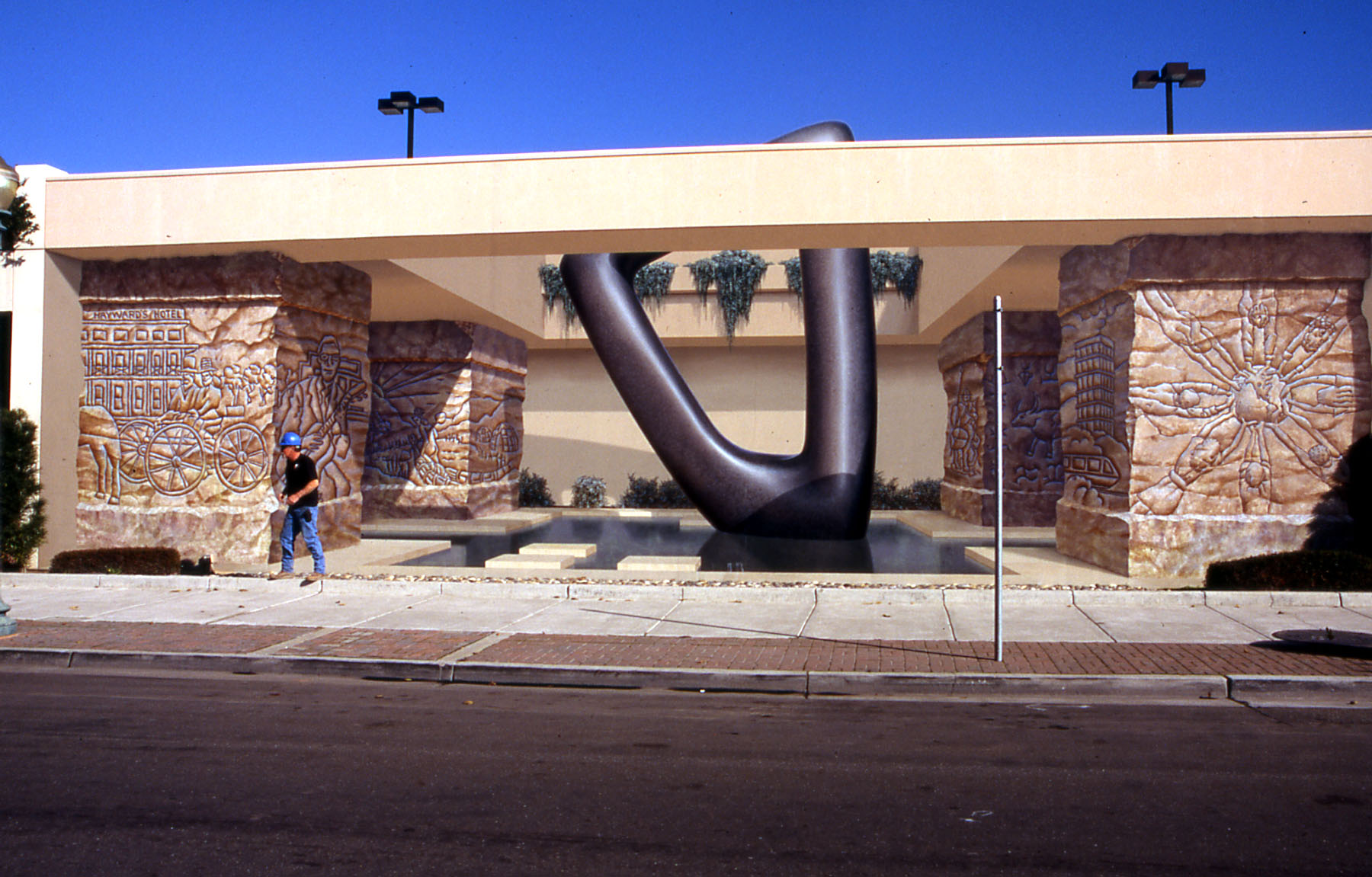
Internal Melody (Mélodie intérieure), Hayward, Californie, 2000
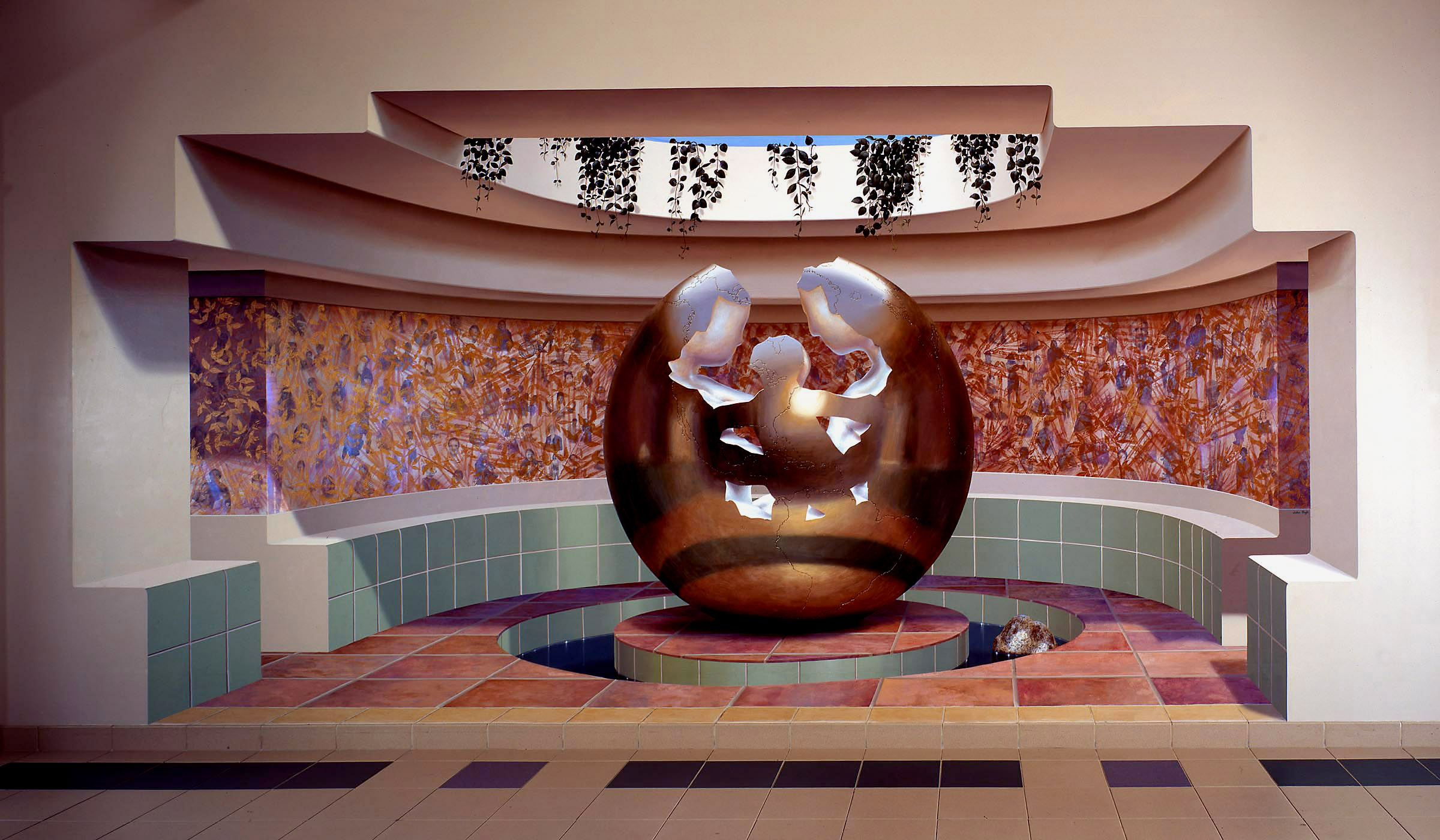
Seed (Semence), Centre de soins du comté de Sarasota, Sarasota, Floride, 2004
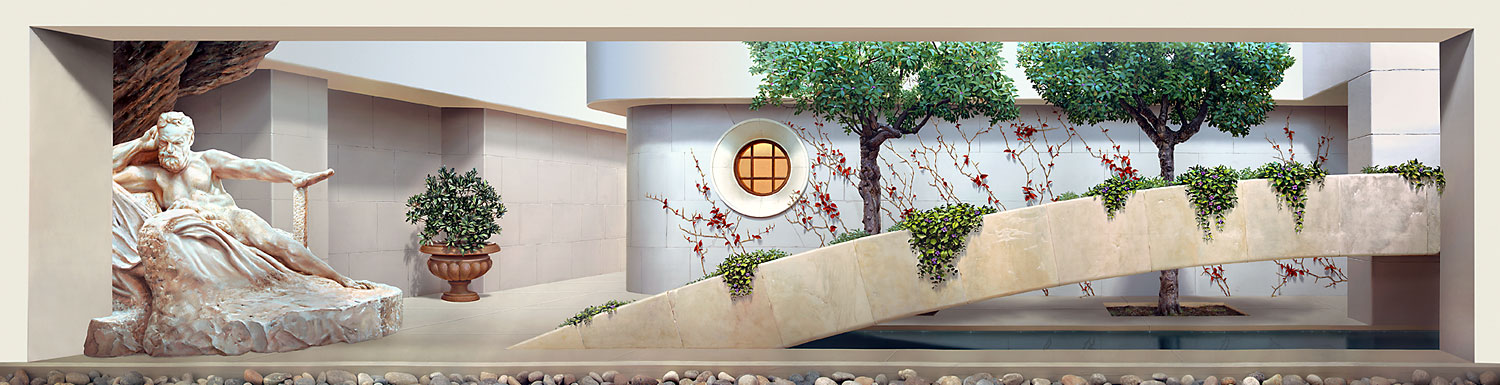
Light Walk (Chemin de lumière/Promenade), Fondation médicale de Palo Alto, Palo Alto, Californie, 2006
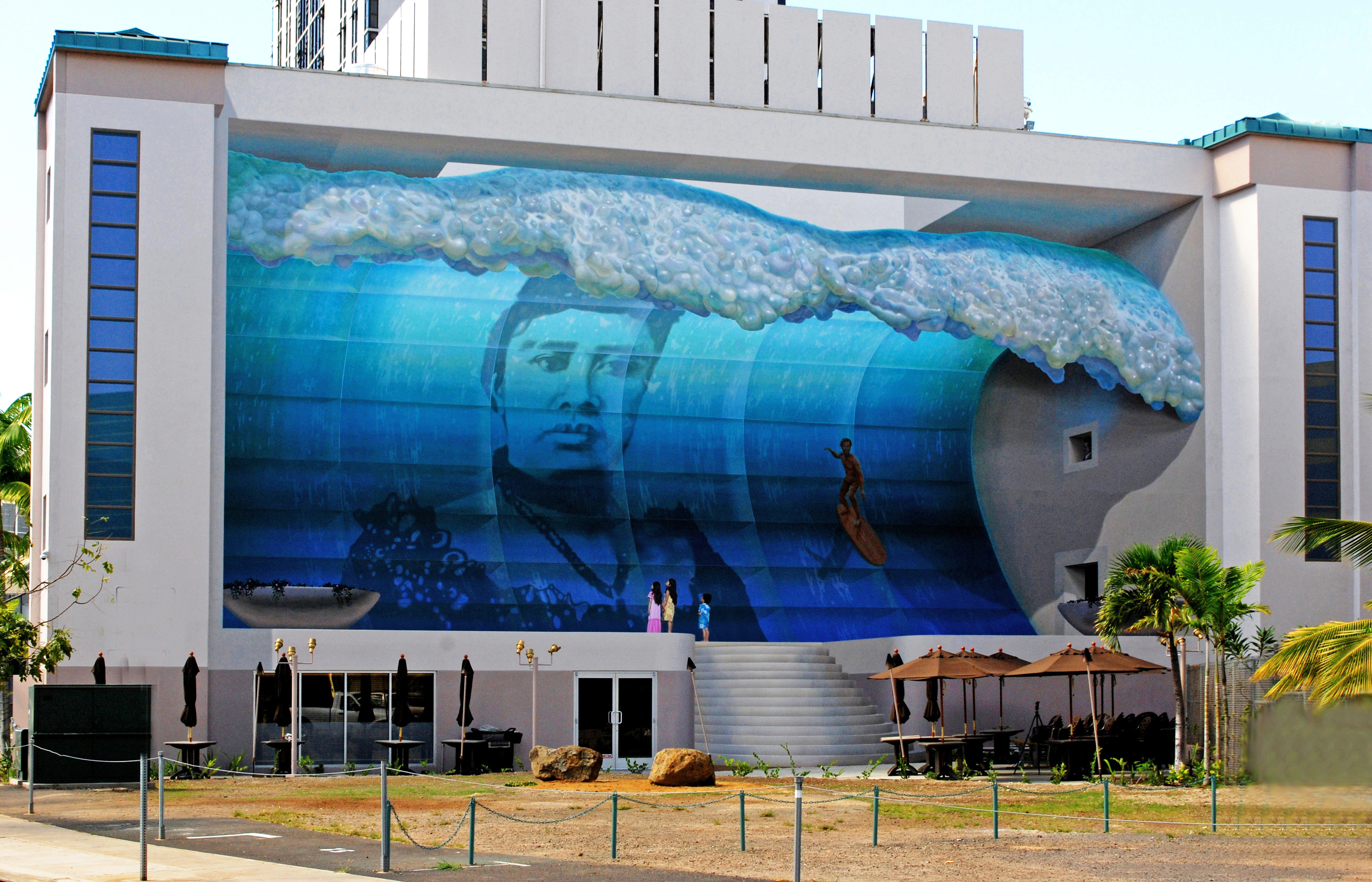
Mana Nalu, Honolulu, Hawaï, 2008
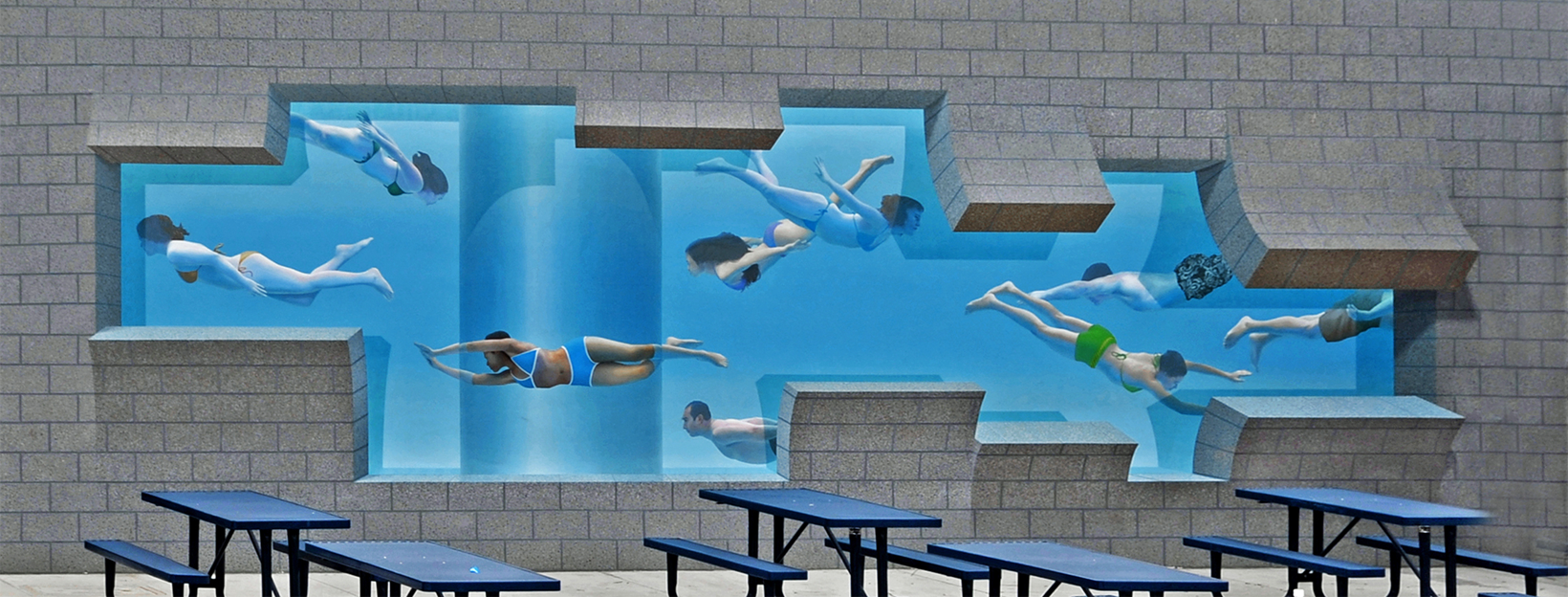
Underwater Life is Joy (Vivre sous l'eau, c'est la joie), Aqua Adventure Fremont Water Park, Fremont, Californie, 2009
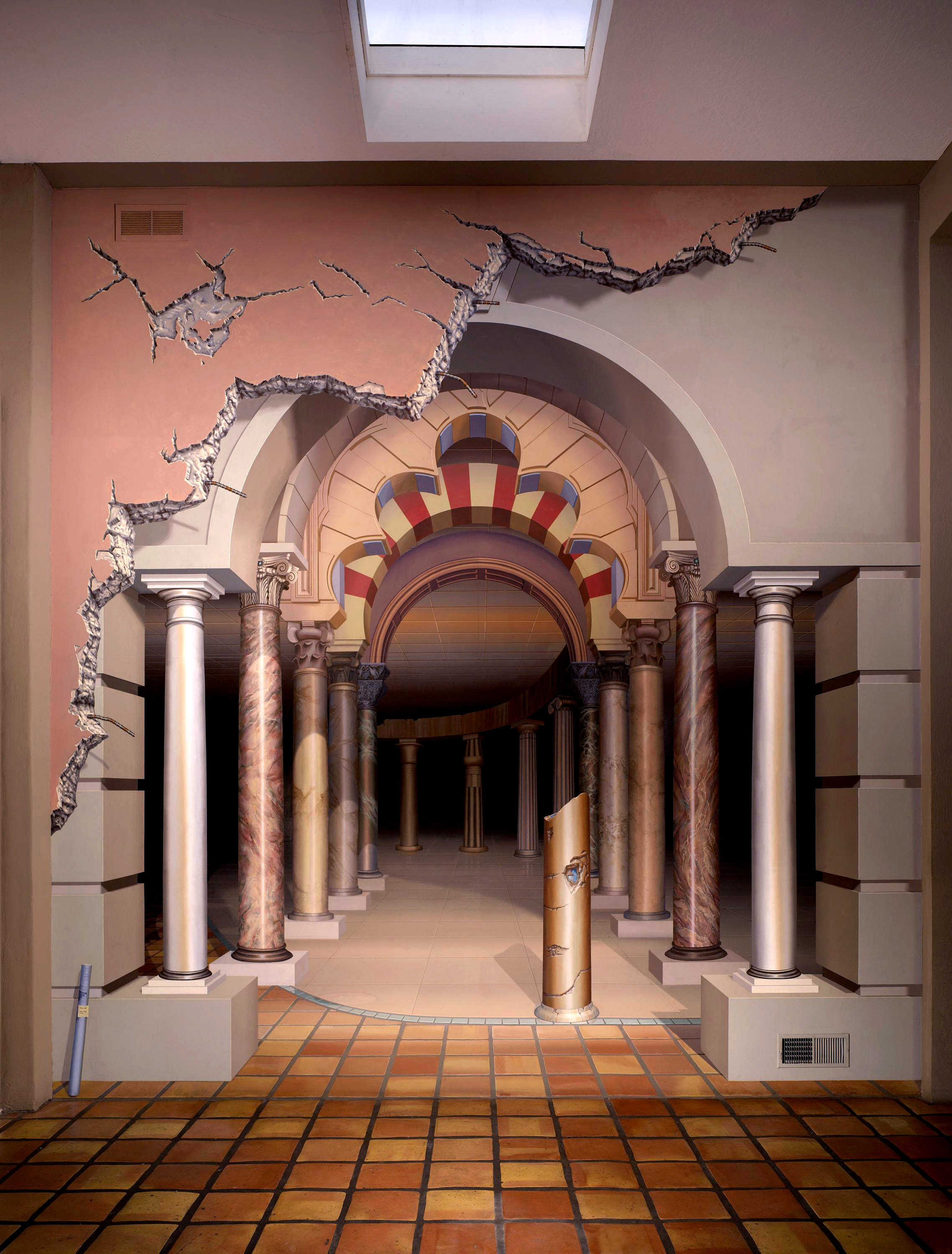
Colonnade, Los Gatos, Californie, 1986
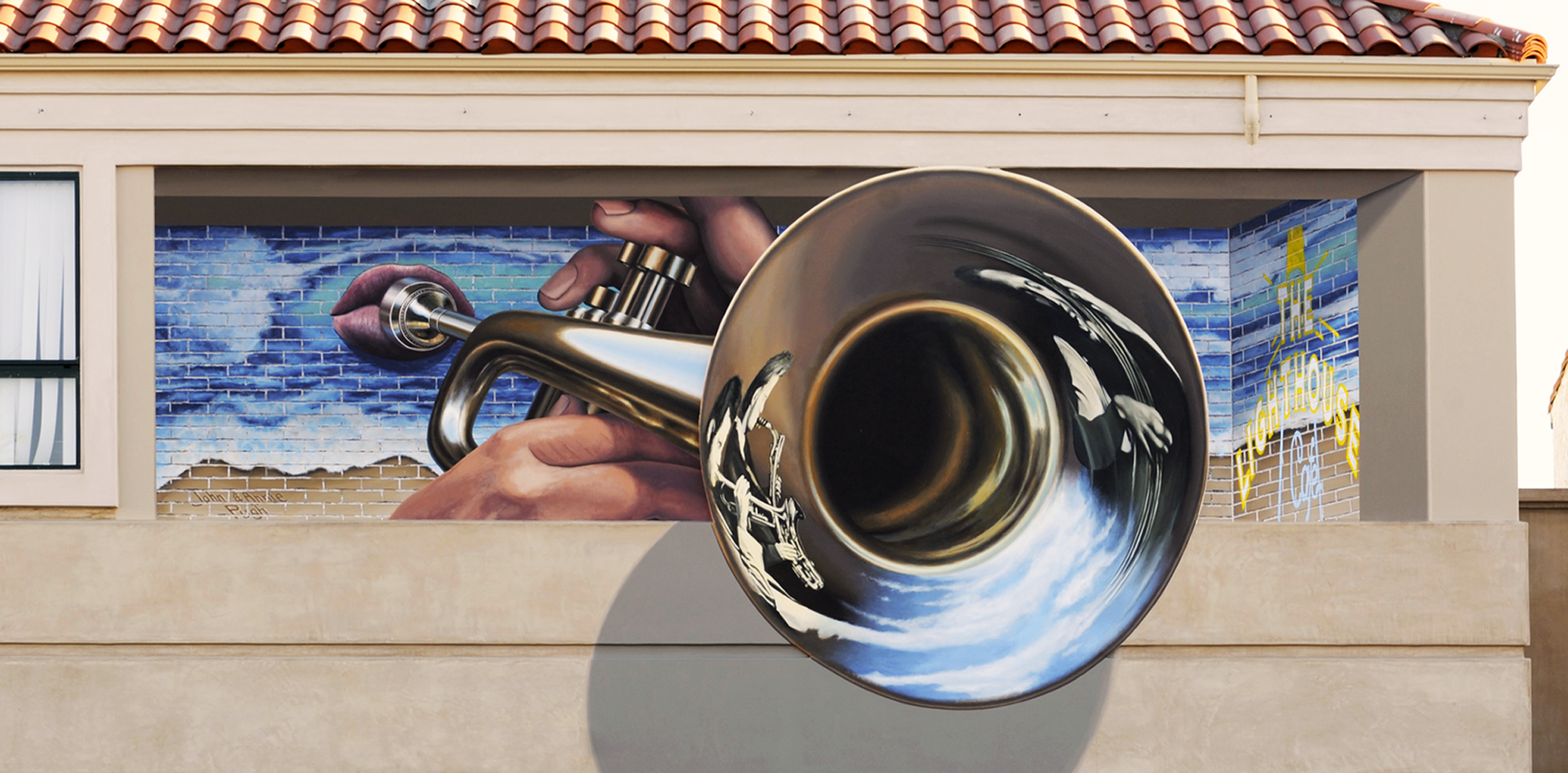
Key of C (Clé d'ut), Hermosa Beach, Californie, 2012
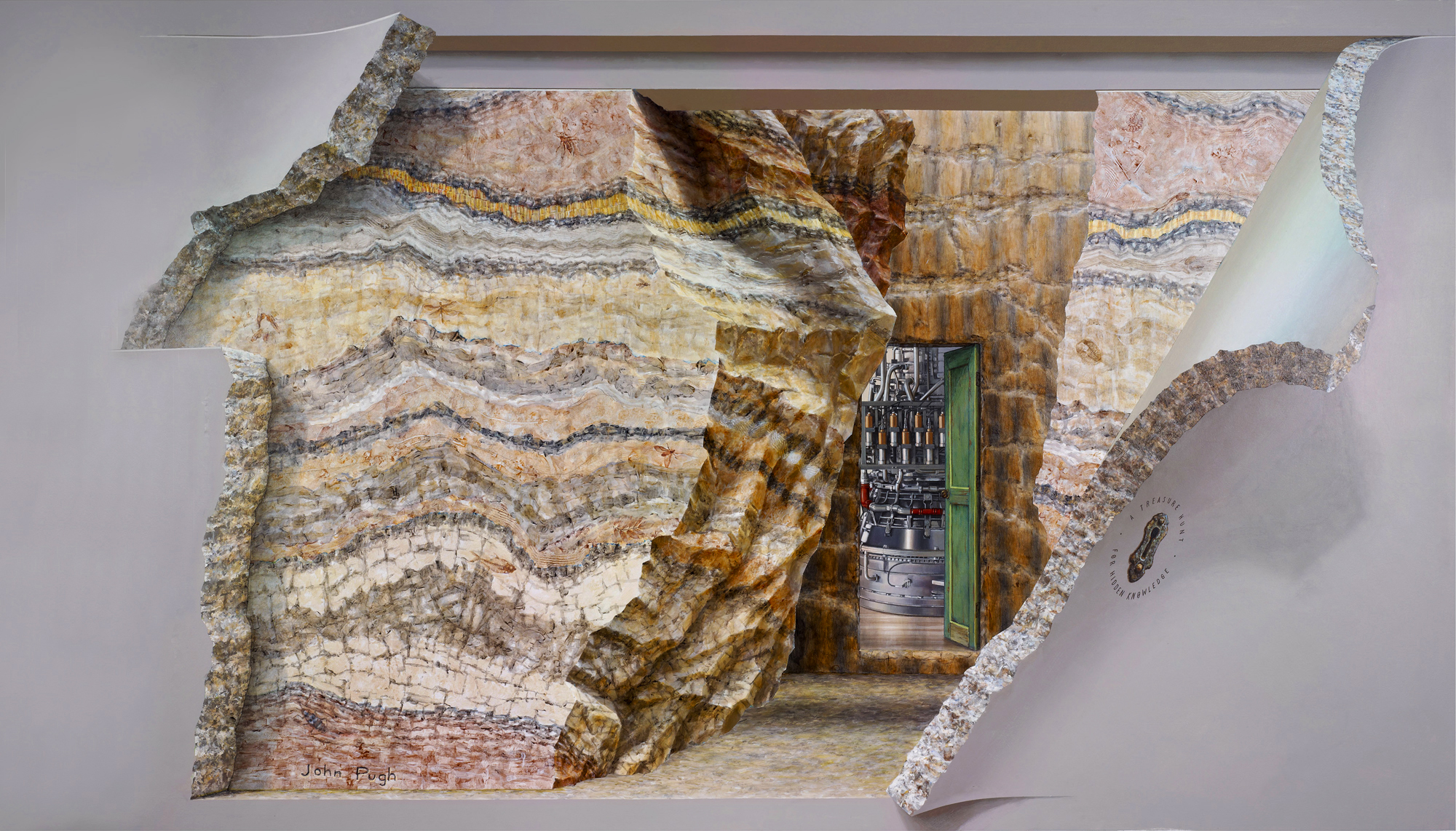
Wonderground (Sol des merveilles), Los Angeles, Californie, 2006
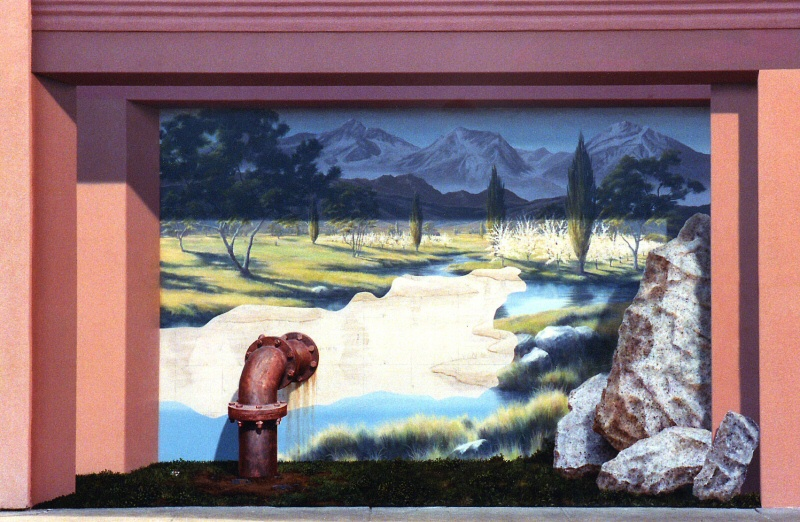
Drain, Eastern Sierra, Bishop, Californie, 2004
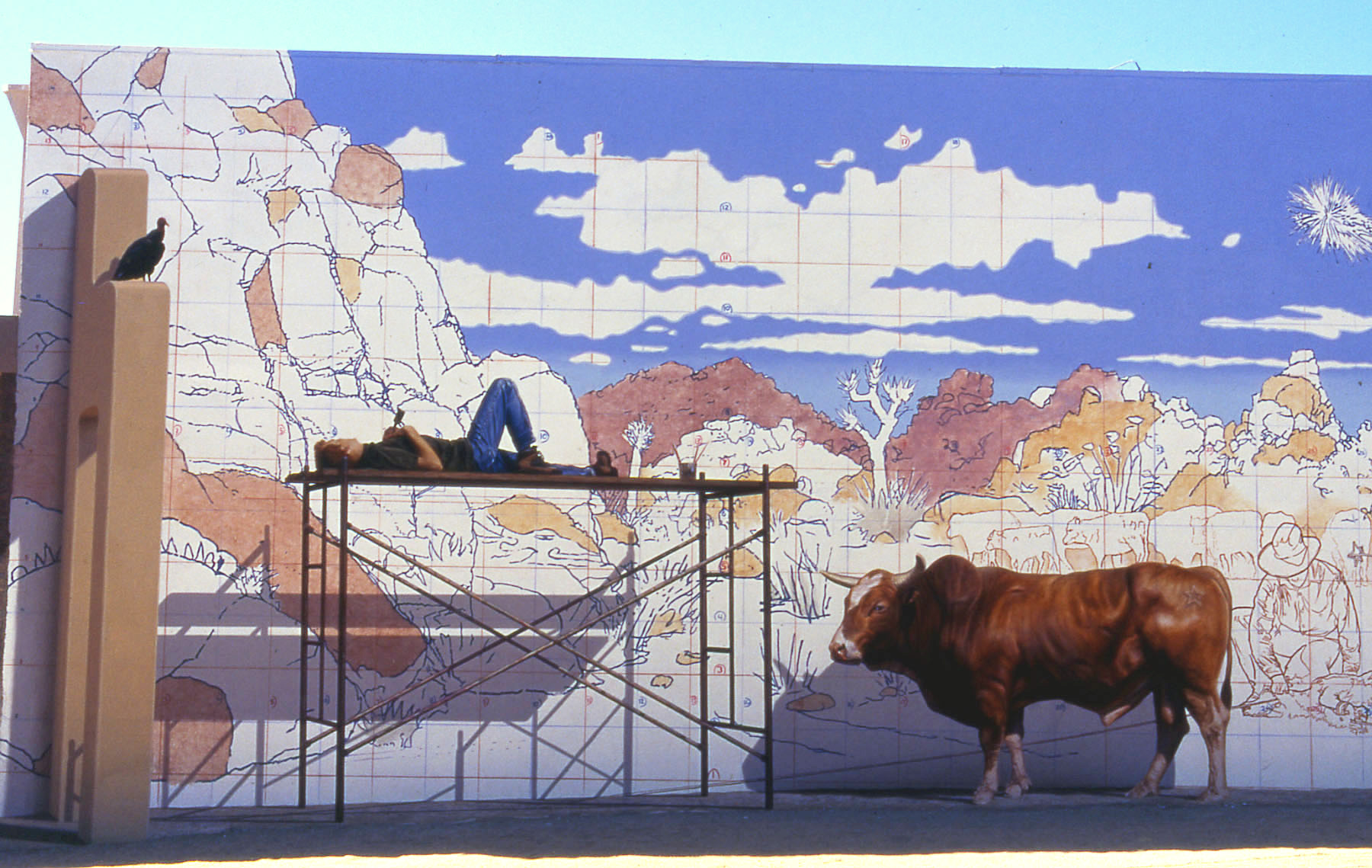
Valentine's Day (Saint Valentin), Twentynine Palms, Californie, 2001